# 托比亚斯·韦尔茨
托比亚斯·韦尔茨（德語：Tobias Welz，1977年7月11日—）是一位德国足球裁判，现注册于黑森足球协会辖下的比尔施塔特1934足球俱乐部（FC 1934 Bierstadt e.V.）。他曾是FIFA认证的国际裁判，同时也是UEFA的一级裁判组成员。

## 裁判生涯
韦尔茨是自2016-17赛季起成为比尔施塔特1934足球俱乐部（FC 1934 Bierstadt e.V.）的注册会员。在此之前，他一直效力于拿骚威斯巴登直至该俱乐部解散，并在1999年成为德国足协裁判。韦尔茨是在2004年初登德乙赛场。而在德甲联赛，他最初是担当助理裁判，直至2010-11赛季入选德甲主裁判名单。他的德甲首秀是2010年8月28日，在纽伦堡对阵弗赖堡的比赛中首次获委任为主裁判。
2013年，韦尔茨与另一位德国裁判克里斯蒂安·丁格特一同入选FIFA国际裁判名录。他们分别替换了在2012年底自愿离开国际足联团队的克努特·基歇尔和米夏埃尔·魏纳。自2015年起，韦尔茨进一步成为欧洲足联的一级裁判组成员。

## 个人生活
韦尔茨的主职是在黑森警察厅担当公务员，现居住于威斯巴登。他的青年时期曾先后在克拉伦塔尔1968（SC Klarenthal 1968）和比伯里希02踢足球。其父克劳斯·韦尔茨（Klaus Welz）也曾是一位足球裁判，并曾在德乙执法。